# Synagoga w Krasnobrodzie
Synagoga w Krasnobrodzie – zbudowana w XVIII wieku. Podczas II wojny światowej, hitlerowcy doszczętnie zniszczyli synagogę. Po wojnie budynku synagogi nie odbudowano.
Murowany budynek synagogi wzniesiono na planie prostokąta w stylu renesansowym. Charakterystyczny dach polski był kryty gontem. W środku miała wymiary ok. 13x14 metrów, sufit wsparty był na czterech drewnianych słupach. Wyposażenie drewniane miało cechy sztuki ludowej (np. stół w stylu zakopiańskim). W stylu barokowym wykonane były bima z 1680 roku oraz rzeźbiona wnęka na rodały.  Na wysokości około jednego piętra znajdowały się półokrągłe zakończone okna.